# Dankó István (színművész)
Dankó István (Alsózsolca, 1982. augusztus 1. –) magyar színész.

## Életút
Negyedik próbálkozásra vették fel a Színház- és Filmművészeti Egyetemre. Korábban a Pesti Magyar Színház növendéke volt; itt játszótársa lehetett – többek között – Kállai Ferencnek és Szakácsi Sándornak is.
A Katona József Színházban töltötte gyakorló éveit. A Petőfi Sándor utcai teátrum nézői először a Notóriusok című dokumentum sorozatban láthatták.

## Szerepeiből

### Színház
Színház- és Filmművészeti Egyetem
- Goldoni: A háború (Don Polidoro)
- Karl Kraus: Az emberség végnapjai (Almazöldruhás úr)
- Bodó Viktor-Csehov: Sputnic Disco

Pesti Magyar Színház
- Pozsgai Zsolt: Arthur és Paul (Menelik)
- Simon Gray: A játék vége (Matthew)
- Carlo Goldoni: Mirandolina (2. szolga)

Katona József Színház (Budapest)
- Ödön von Horváth: Mit csinál a kongresszus? (Pincér; Titkár; Katona)
- William Shakespeare: Macbeth (Lennox)

Vendégként
- Táp Színház
  - Fisherman's Friend (Halász Péter emlékére)
  - TÁP TRAVI VARI
  - Teliholdkor az emberek olyan bolondosok
- Zsámbéki Színházi Bázis
  - Shakespeare: Szentivánéji álom

### Film
- Tiszta kézzel (2010)
- Tekintet (2010)
- Buda (2012)
- Külalak (2012)
- Coming out (2013)
- Én ma anyámnál alszok (2013)
- Brigád (2013)

### Televízió
- Hajónapló (2009)
- Koccanás (2009)
- Munkaügyek (2013-2017)
- Hacktion: Újratöltve (2013)
- Egynyári kaland (2014)
- Apatigris (2021)
- A Nagy Fehér Főnök (2022–2023)
- A Király (2022–2023)
- Aranybulla (2022)
- Ida regénye (2022)
- Pepe (2023)
- S.E.R.E.G. (2024)

## Díjai, elismerései
- Máthé Erzsi-díj (2009)
- PUKK-díj (2009)